# Suchaja (dopływ Jokangi)
Suchaja (ros. Сухая) – rzeka w północno-zachodniej Rosji, w obwodzie murmańskim, na Półwyspie Kolskim, prawy dopływ Jokangi. Ma 203 km długości a jej dorzecze zajmuje powierzchnię 1340 km². Źródło rzeki znajdują się w północnej części Półwyspu Kolskiego. Głównym jej dopływem jest Zołotaja.